# Дербень
Дербе́нь (рос. Дербень) — присілок у складі Голишмановського міського округу Тюменської області, Росія.
Населення — 127 осіб (2010, 150 у 2002).
Національний склад станом на 2002 рік:
- росіяни — 95 %